# Григорьевский сельский округ (Московская область)
Григорьевский сельский округ — упразднённая административно-территориальная единица, существовавшая на территории Луховицкого района Московской области в 1994—2006 годах.
Григорьевский сельсовет был образован в первые годы советской власти. До 1929 года он входил в состав Зарайского уезда Рязанской губернии.
В 1929 году Григорьевский с/с был отнесён к Луховицкому району Коломенского округа Московской области.
8 января 1931 года Луховицкий и Белоомутский районы объединились в Горкинский район, куда вошёл и Григорьевский с/с.
11 мая 1931 года Горкинский район был переименован в Луховицкий район.
17 июля 1939 года к Григорьевскому с/с был присоединён Калянинский с/с (селение Калянинское).
14 июня 1954 года к Григорьевскому с/с был присоединён Городищенский с/с.
20 августа 1960 года из Алпатьевского с/с в Григорьевский было передано селение Орешково.
1 февраля 1963 года Луховицкий район был упразднён и Григорьевский с/с вошёл в Коломенский сельский район. 11 января 1965 года Григорьевский с/с был возвращён в восстановленный Луховицкий район.
2 августа 1967 года селение Орешково было возвращено из Григорьевского в Алпатьевский с/с.
3 февраля 1994 года Григорьевский с/с был преобразован в Григорьевский сельский округ.
В ходе муниципальной реформы 2004—2005 годов Григорьевский сельский округ прекратил своё существование как муниципальная единица. При этом его селения были переданы в Сельское поселение Газопроводское.
29 ноября 2006 года Григорьевский сельский округ исключён из учётных данных административно-территориальных и территориальных единиц Московской области.